# جیووانی فوشیانی
جیووانی فوشیانی (انگلیسی: Giovanni Foschiani؛ زادهٔ ۷ ژوئیهٔ ۲۰۰۳) بازیکن فوتبال است.